# 木原伸浩
木原 伸浩（きはら のぶひろ）は、日本の化学者。専門は有機化学、高分子化学、超分子化学。主な研究は酸化分解性ポリマー、分子認識場、有機合成反応。神奈川大学理学部化学科教授。元神奈川大学副学長。

## 経歴
1963年宮城県生まれ。1989年東京大学大学院工学系研究科合成化学専攻博士後期課程中退、1989年東京工業大学資源化学研究所助手、1994年同工学部高分子工学科助手、1998年大阪府立大学工学部応用化学科講師、1999年同助教授、2000年同大学院工学研究科物質系専攻応用化学分野助教授、2005年より神奈川大学理学部化学科教授。

## 研究
- 1991年 有機合成化学協会研究企画賞
- 2011/04～2013/03 酸化分解性ポリマー材料の開発 基盤研究

等

## 著作・文献
- 『よくわかる有機化学の基本と仕組み』単著 秀和システム
- 『よくわかる最新プラスチックの仕組みとはたらき』（共著）秀和システム
- 『ポリロタキサン・ポリカテナン』2011年
- 『酸化分解性ポリアミド』2012年
- 『酸化分解性ポリマーによる解重合と脱架橋』2014年
- 『酸化分解性ポリアミドの合成とその応用』2015年
- 『超分子化学』2017年　共立出版
- 『立体化学』2017年　裳華房
- 『有機スペクトル　解析入門』2021年　裳華房